# آرامگاه بایزید
آرامگاه بایزید مربوط به سده‌های میانه دوران‌های تاریخی پس از اسلام است و در شهرستان دالاهو، بخش مرکزی، دهستان بان زرده، ۱/۳ کیلومتری روستای شالان به خط مستقیم واقع شده و این اثر در تاریخ ۲۷ اسفند ۱۳۸۶ با شمارهٔ ثبت ۲۲۴۶۵ به‌عنوان یکی از آثار ملی ایران به ثبت رسیده است.